# Plankstadt
Plankstadt – miejscowość i gmina w Niemczech, w kraju związkowym Badenia-Wirtembergia, w rejencji Karlsruhe, w regionie Rhein-Neckar, w powiecie Rhein-Neckar. Leży ok. 5 km na zachód od Heidelbergu.